# Peltopse des montagnes
Peltops montanus
Espèce
Statut de conservation UICN

 LC  : Préoccupation mineure
Le Peltopse des montagnes (Peltops montanus) est une espèce de passereaux de la famille des Artamidae.

## Répartition
Il est endémique de la Nouvelle-Guinée.

## Habitat
On le trouve dans les forêts en dessus de 600 m d'altitude.